# Leonardo Araújo
Leonardo Nascimento de Araújo, cunoscut la Leonardo (n. 5 septembrie 1969) este un antrenor brazilian de fotbal, care în cariera de jucător a evoluat pe postul de mijlocaș ofensiv. Debutul său ca antrenor s-a produs pe banca gigantului italian AC Milan, echipă la care a evoluat patru sezoane ca jucător și după retragere a ocupat poziția de căutător de talente (scouter). Din decembrie 2010 a pregătit echipa italiană Internazionale Milano.

## Cariera de jucător
A început fotbalul la clubul de cricket din orașul natal, Niteroi. La 14 ani a fost observat de un scouter care i-a prezis un viitor strălucit și i-a recomandat să meargă la clubul Vasco da Gama pentru a da probe de joc. Însă Leo a fost îndrumat de familie să meargă la Flamengo, unde și-a făcut junioratul. Iar când a împlinit 18 ani a primit un cadou din partea antrenorului echipei mari, Antonio Lopes, care l-a promovat în formația de seniori, unde împărțea vestiarul cu unul dintre idolii săi, Zico, dar și cu alți jucători talentați, precum Bebeto și Leandro. Alături de Flamengo, Leonardo a devenit campion al Braziliei în 1987.
După un sezon petrecut la Sao Paolo, în care a câștigat din nou titlul în Brazilia, Leonardo face trecerea spre Europa, semnând cu Valencia. Aici impresionează încă din primul sezon, fiind inclus de revista Don Balon între cei mai buni jucători ai sezonului.
În 1993 se întoarce în țara natală, pentru un sezon la Sao Paulo, unde își mărește panoplia de trofee cu Copa Libertadores. În 1994 devine campion mondial cu naționala Braziliei la turneul final din Statele Unite. Debutase la națională în 1990. După Campionatul Mondial, ajunge în Japonia, la Kashima Antlers, acolo unde evolua prietenul său, Zico.
Nu se acomodează la Kashima, din cauza obiceiurilor total diferite între culturile japoneză și braziliană, astfel că acceptă în 1996 oferta venită de la Paris Saint-Germain de a reveni în Europa.
1997 este unul dintre cei mai importanți ani ai carierei sale. Primește tricoul cu numărul 10 la naționala Braziliei cu care câștigă Copa America, și se transferă la AC Milan, unde în 1999 devine campion al Italiei, chiar în anul în care "rossonerri" împlineau 100 de ani.
La 32 de ani, în 2001, decide să revină acasă, unde evoluează pentru echipele la care și-a început cariera, Sao Paolo și Flamengo. Dar retragerea din activitate are loc tot la Milan, în 2003.

## Cariera de scouter
După încheierea activității de jucător, Leonardo a rămas la Milano, devenind scouter pentru AC Milan și având un rol important în aducerea pe San Siro a lui Kaká și Alexandre Pato.

## Antrenorul Leonardo
În 2006 a devenit extrem de cunoscut și în Anglia, după ce a acceptat oferta postului de televiziune BBC de a comenta din postura de specialist Campionatul Mondial. Astfel, West Ham United i-a propus postul de director tehnic, dar Leonardo a refuzat.
În 2009 a acceptat însă oferta de a fi antrenor principal la AC Milan, după ce Carlo Ancelotti a părăsit echipa pentru a semna cu Chelsea Londra. A petrecut un singur sezon pe banca tehnică a milanezilor. După ce a încheiat stagiunea pe locul trei, a demisionat.
În decembrie 2010 a preluat conducerea rivalei locale a lui Milan, Internazionale Milano, cu care a semnat un contract pentru un sezon și jumătate.

## Palmares
- Ca jucător
  - 1986 - Campion cu Flamengo în campionatul brazilian de juniori
  - 1987 - Campion cu Flamengo în Brazilia
  - 1988 - Campion al Americii de Sud cu naționala sub 20 de ani a Braziliei
  - 1990 - Câștigă Cupa Braziliei cu Flamengo
  - 1991 - Campion al Braziliei cu Sao Paulo
  - 1993 - Câștigă Copa Libertadores cu Sao Paulo
  - 1993 - Câștigă Cupa Intercontinentală cu Sao Paulo
  - 1994 - Campion mondial cu naționala Braziliei
  - 1996 - Campion al Japoniei alături de Kashima Antlers
  - 1997 - Câștigă Cupa Confederațiilor cu Brazilia
  - 1999 - Campion al Italiei cu AC Milan
  - 2003 - Câștigă Cupa Italiei cu AC Milan